# 都市間高速鉄道計画
都市間高速鉄道計画（としかんこうそくてつどうけいかく、英語: Intercity Express Programme、IEP）は、イギリス運輸省が計画したイースト・コースト本線（ECML）やグレート・ウェスタン本線（GWML）などの高速鉄道計画。2012年から2013年にかけて、日本の日立製作所を母体とする合弁企業のアジリティ・トレインズが、高速鉄道車両800形電気・ディーゼル両用車（クラス800）と801形電車（クラス801）を受注したことで、計画が進行中である。落札に伴い、カウンティ・ダラムのニュートン・エイクリフにニュートン・エイクリフ工場が開設された。

## 提案段階の計画
2000年代中ごろ、CTRLの高速化を担う高速鉄道用車両395形の正式受注を目指していた日立製作所は、都市間高速鉄道計画においても正式受注を目指しイギリス政府に働きかけていた。日立は、英大手ゼネコンのJohn Laing社、投資会社Barclays Private Equityと共に特別目的会社であるアジリティ・トレインズを設立して応札を目指していた。
当初は新造予定の高速鉄道車両名を「日立スーパーエクスプレス」と呼称していた。アジリティ・トレインズは、車両の最高速度は201km/hで、小改良で最高速度を225km/hに向上出来ると述べていた。保安装置にはヨーロッパの標準で高速化に対応する車内信号方式のERTMSが搭載されるとされた。また、スーパーエクスプレスは5両から10両の編成単位で多様な車種が納入されるとされていた。交流25kV50Hz対応の架空電車線方式の電車編成、ハイブリッド気動車編成、電気・ディーゼル両用車両（バイモード車）編成などが計画された。アジリティ・トレインズでは、以下の5形式を計画にあげていた。
- タイプ1　気動車10両編成2種類
  - タイプ1A - インターシティ（都市間輸送用）
  - タイプ1B - インターアーバン（近郊形車両）
- タイプ2 - 都市間輸送用電気・ディーゼル両用車両
- タイプ3 - 通勤輸送用電車 5両編成
- タイプ4 - 通勤輸送用電気・ディーゼル両用車 5両編成
- タイプ5 - 都市間輸送用電車 10両編成

電気・ディーゼル両用編成では、両端の制御車が電力供給の役割を担っている。そのうち片方が架空電車線方式に対応し、集電装置、変圧器、整流器を搭載し、客室も備える。もう一方のハイブリッド方式の気動車には、ディーゼルエンジン、交流ブラシレス発電機、二次電池が搭載されているが、装備品の大きさと騒音源に近いため、客室は持たず、外観は機関車に近い（欧州の高速車両によく見られるスタイル）。これらの先頭車（制御車）は付随車で、中間車に編成全体の車軸の50%（MT比1:1）にあたる動力台車を装備し、電力は引通線（ひきとおしせん）経由で供給される。
ハイブリッドシステムは、インターシティ125の編成で使用されている43形ディーゼル機関車とマーク3客車で試用されたものと類似の方式となる。
車両1両あたりの全長は26.0m（気動車の動力車のみ21.0m）、全幅は2.7mで、イギリスの車両限界に沿った寸法となっている。
5両編成の車両はロンドンからのECMLやGWMLの路線の通勤輸送用での運用が計画されているが、オプションとしてウェスト・コースト本線の南区間でも使用されるとされた。他ではキングス・クロス駅からキングズ・リンやケンブリッジ方面への路線で、タイプ3の使用が予定されていた。他の通勤輸送用の区間として、パディントン駅からのテムズバレー方面が予定されていた。10両編成の投入が最初に予定されているのはECMLで、2013年からインターシティ125を置き換える他、エディンバラ方面へ向かうインターシティ225も置き換え対象とされた。

### 製造
アジリティ・トレインズでは、当初の70両分の車両構体は日本で製造し、イギリスへ航送することを予定していた。イギリスでの合弁企業の新工場では、最終的に500人の従業員を採用し、車両を完成させるとされた。

### 仮契約
イギリスでは、総額75億ポンドにもおよぶ仮契約を国外の企業と結んだことに対して、雇用確保の点から批判する者も多かった。落札者となったアジリティ・トレインズのヒアリングにおいて、鉄道海員運輸労働者全国組合(en:Maritime and Transport Union's general)の委員長ボブ・クローは「英運輸省は高速列車の車両が、イギリスで製造されるのか、単に組み立てられるのか基本的な問題に答えていない。もし、日本が完全に高速列車の車両を自前で製造出来るのなら、イギリスに出来ない理由はない。」と発言していた。

## 正式受注
2009年2月に、日立はイースト・コースト本線（ロンドン - エディンバラ間、距離700km）やグレート・ウェスタン本線（距離300km）を走行する高速鉄道車両の製造の優先交渉権を得た。
そしてキャメロン政権の歳出削減政策による一時の交渉凍結を経て、2012年7月にシーメンス、アルストム、ボンバルディアの鉄道ビッグ3との受注競争に打ち勝って、596両の高速鉄道車両の製造と2017年から27年間にわたる車両のリースと保守事業を、45億ポンド（受注時の為替レートで約5,500億円）で一括受注した。さらに2013年7月には、追加で800形電車の270両の製造と27年間にわたる車両のリースと保守事業を12億ポンド（受注時の為替レートで約1,800億円）で一括受注した。
受注した車両は最高速度200km/hで、5両編成（定員約300人）と9両編成（定員約600人）で運行される。これを受けて日立は8200万ポンド（2013年11月時点の為替レートで120億円）を投じて英北部カウンティ・ダラムのニュートン・エイクリフに車両生産工場を建設し、研究開発スタッフとして新たに730人を雇用し、2016年から月産35両のペースで車両を生産し、最終的に総計866両の車両を提供する。車両のリース事業は日立の子会社などが出資する特別目的会社アジリティ・トレインズによって行われる。
2013年11月1日、ニュートン・エイクリフで工場の着工式が執り行われた。
ニュートン・エイクリフ工場の開所式はパトリック・マクローリン運輸相らを招いて2015年9月3日に行われた。